# 维莱布勒托讷
维莱布勒托讷（法語：Villers-Bretonneux，法語發音：[vilɛʁ bʁətɔnø]）是法国上法蘭西大區索姆省的一个市镇，属于亚眠区。

## 地理
维莱布勒托讷（49°52'1"N, 2°31'12"E）面积14.51 平方千米，位于法国上法蘭西大區索姆省，该省份为法国北部沿海省份，北起加来海峡省和北部省，西接滨海塞纳省和大西洋英吉利海峡，南至瓦兹省，东临埃纳省。
与维莱布勒托讷接壤的市镇（或旧市镇、城区）包括：富尤瓦、欧贝尔库尔、欧比尼、卡希、代米安、阿默莱、昂加尔、拉莫特瓦尔菲塞、马塞尔卡沃。

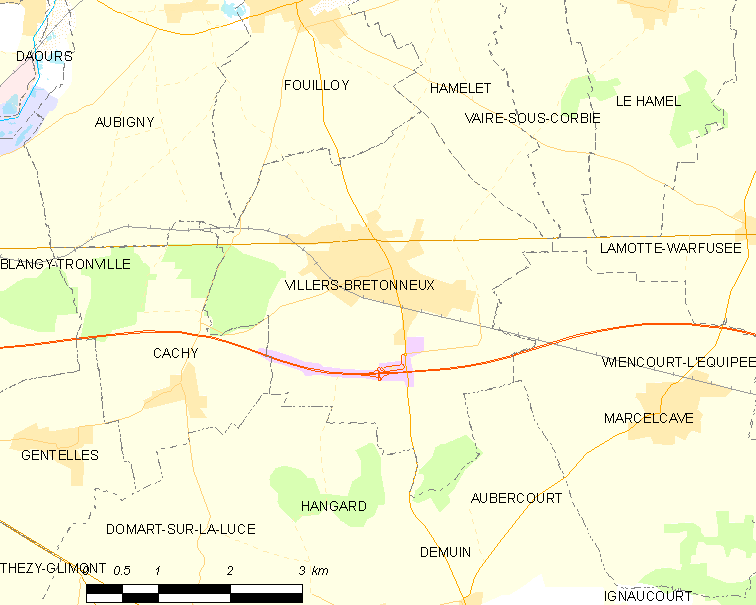
维莱布勒托讷的OSM定位图

维莱布勒托讷的时区为UTC+01:00、UTC+02:00（夏令时）。

## 行政
维莱布勒托讷的邮政编码为80800，INSEE市镇编码为80799。

## 政治
维莱布勒托讷所属的省级选区为亚眠第四县。

## 人口

1962-2008年间维莱布勒托讷人口变化图示

维莱布勒托讷于2022年1月1日时的人口数量为4644人。